# Schmalspurbahn Jambol–Elchowo
| Schmalspurbahn Jambol–Elchowo, 1917 |                     |                             |                             |
| Streckenverlauf der Schmalspurbahn (blau) und der Normalspurbahn (organge) |                     |                             |                             |
| Streckennummer: | 84                  |                             |                             |
| Streckenlänge: | 39,590 km           |                             |                             |
| Spurweite: | 600 mm (Schmalspur) |                             |                             |
| Maximale Neigung: | 37,8 ‰              |                             |                             |
| |                     |                             |                             |
| \| \| \| Bahnstrecke Plowdiw–Burgas \| \| \| \| 0,000 \| Bahnhof Jambol гара Ямбол \| Bahnhof Jambol гара Ямбол \| \| \| 2,160 \| Stadt Jambol град Ямбол \| Stadt Jambol град Ямбол \| \| \| 7,790 \| Kukorewo Кукорево \| Kukorewo Кукорево \| \| \| 13,060 \| Leschnik Лешник \| Leschnik Лешник \| \| \| 18,060 \| Pandaklii Пандаклии \| Pandaklii Пандаклии \| \| \| 26,280 \| Bejovw Бейово \| Bejovw Бейово \| \| \| 33,750 \| Enibegli Енибегли \| Enibegli Енибегли \| \| \| 38,835 \| Depot Elchowo депо Елхово \| Depot Elchowo депо Елхово \| \| \| 39,590 \| Bahnhof Elchowo гара Елхово \| Bahnhof Elchowo гара Елхово \| |                     |                             |                             |
| Bahnhof quer |                     | Bahnstrecke Plowdiw–Burgas  | Bahnstrecke Plowdiw–Burgas  |
| Kopfbahnhof Streckenanfang (Strecke außer Betrieb) | 0,000               | Bahnhof Jambol гара Ямбол   | Bahnhof Jambol гара Ямбол   |
| Bahnhof (Strecke außer Betrieb) | 2,160               | Stadt Jambol град Ямбол     | Stadt Jambol град Ямбол     |
| Bahnhof (Strecke außer Betrieb) | 7,790               | Kukorewo Кукорево           | Kukorewo Кукорево           |
| Bahnhof (Strecke außer Betrieb) | 13,060              | Leschnik Лешник             | Leschnik Лешник             |
| Bahnhof (Strecke außer Betrieb) | 18,060              | Pandaklii Пандаклии         | Pandaklii Пандаклии         |
| Bahnhof (Strecke außer Betrieb) | 26,280              | Bejovw Бейово               | Bejovw Бейово               |
| Bahnhof (Strecke außer Betrieb) | 33,750              | Enibegli Енибегли           | Enibegli Енибегли           |
| Bahnhof (Strecke außer Betrieb) | 38,835              | Depot Elchowo депо Елхово   | Depot Elchowo депо Елхово   |
| Kopfbahnhof Streckenende (Strecke außer Betrieb) | 39,590              | Bahnhof Elchowo гара Елхово | Bahnhof Elchowo гара Елхово |

Die Schmalspurbahn Jambol–Elchowo war eine 39½ km lange Schmalspurbahn mit einer Spurweite von 600 mm von Jambol nach Elchowo in Bulgarien.

## Geschichte
Die Eisenbahnlinie Jambol–Elchowo wurde um 1910 als Normalspurstrecke geplant. Nach der 1912 angekündigten Mobilisierung wurde die Eisenbahnbaugesellschaft angewiesen, für den Truppentransport entlang der südlichen Grenze eine Eisenbahnstrecke auf der Straße von Jambol nach Kasatlagach zu verlegen. Daher wurde Schienenmaterial vom Typ „Decauville“ („дековилен“) mit 600 mm Spurweite beschafft. Nach dem Ausbruch der Feindseligkeiten und der dringenden Notwendigkeit des Transports von Soldaten und Nachschub zur südlichen Grenze wurde der Auftrag erteilt, mit dem Bau einer Strecke mit normaler Spurweite (1435 mm) zu beginnen, woraufhin die nicht benötigten Schmalspurbahn-Schienen und Schwellen des Bauprojekts für den Bau der Bahnstrecke Mesdra–Widin verwendet wurden. Die rasche Wende der Ereignisse erfordert jedoch die Aufgabe des begonnenen Baus der Normalspurbahn.
Während des Ersten Weltkrieges entstand erneut der Bedarf an Militärtransporten und der Bau der Eisenbahnlinie wurde wieder aufgenommen. In rasantem Tempo wurde vom 14. Dezember 1916 bis zum 31. März 1917 auf dem Bankett der Straße Jambol–Elchowo eine 600-mm-Schmalspurbahn mit einer Gesamtlänge von 39½ km gebaut, die als Pferdebahn betrieben wurde. Die Strecke begann am Bahnhof Jambol an der Bahnstrecke Plowdiw–Burgas und wurde innerhalb des Stadtgebiets für den Personentransport verwendet. Es gab insgesamt 7 Stationen mit unterschiedlichen Abständen zwischen 2,16 und 12,55 km. Neben Empfangsgebäuden in den Bahnhöfen von Jambol, Okop (Окоп), Tenewo (Тенево), Bejowo (Бейово) und Elchowo wurden auch Pferdeställe errichtet. Später wurde aufgrund der großen Entfernung zwischen Bejowo und Elchowo eine neue Station bei Enibegli (Енибегли) eröffnet. Der Betrieb der Pferdebahn wurde mit 160 Pferden und 64 vierachsigen und zweiachsigen Waggons durchgeführt, die von Gespannen mit 2 oder 4 Pferden gezogen werden. Die Wagen wurden bis zur Demontage der Strecke im April 1930 von Pferden gezogen.

## Streckenverlauf
Am Anfang der Schmalspurbahn lag die Umladestation, die sich am Bahnhof Jambol auf der Normalspurstrecke befand. Sie verlief auf dem linken Bankett der Autostraße bis zum Fluss Tundja (0,580 km). Dann ging es entlang der Stadtstraße weiter, wo sich die größte Steigung befand (54,2 ‰ mit einer Länge von 50 m) bis zur Kaserne am südlichen Ende der Stadt erreicht (2,760 km). Von hier bis zu ihrem Ende in Elchowo verlief die Trasse entlang des linken Banketts auf der Straße. Dadurch wurde der Bau von Brücken und Durchlässen entlang der gesamten Länge der Strecke vermieden, was sich auch auf deren Profil auswirkte. In Richtung Elchowo hatten die größten Steigungen eine Neigung zwischen 19,2 ‰ (auf 330 m Länge) und 31,5 ‰ (auf 98 m Länge) und in entgegengesetzter Richtung zwischen 14 ‰ (auf 180 m Länge) und 37,8 ‰ (auf 150 m Länge). 

## Betrieb
Mit dem Gesetz über die Regelung des Status von Militärbahnen, das während des Ersten Weltkriegs erbaut wurden, wurde die Infrastruktur 1920 zusammen mit mehreren anderen der Bulgarischen Staatseisenbahn zur öffentlichen Nutzung übergeben. Sie wurde von dieser am 1. Dezember 1920 übernommen. Die Reisezeit zwischen den Endpunkten betrug in beide Richtungen jeweils ungefähr 5 Stunden, wovon ungefähr 1 Stunde für den Pferdewechsel, das Warten auf den Bahnhöfen und das Warten auf den Gegenverkehr benötigt wurde. 
Das Verkehrsaufkommen hatte in der ersten Hälfte der 1920er Jahre seinen Höhepunkt und ging in der Folge zurück. Im Frühjahr 1930 wurde der Verkehr eingestellt, als die Normalspurstrecke zwischen Jambol und Elchowo in Betrieb genommen wurde. Nach der Stilllegung der Schmalspurstrecke gab es keine Pferdebahnen bei der Bulgarischen Staatseisenbahn mehr.

## Normalspurbahn
1922 wurden neue Pläne für den Bau einer Normalspurstrecke erstellt. Die Bauarbeiten begannen 1930, verliefen jedoch aus Geldmangel schleppend.  Ihre Gesamtlänge betrug 43.007 km mit einem minimalen Kurvenradius von 250 m und einer maximalen Steigung von 15 ‰. Die Eröffnung fand am 19. April 1931 statt. Der Personenverkehr wurde 2002 und der Güterverkehr 2009 eingestellt.